# Schans (Roggel)
Schans (Limburgs: De Sjans) is een buurtschap bij Roggel in de gemeente Leudal, in de Nederlandse provincie Limburg. Tot 2007 viel deze onder de toenmalige gemeente Roggel en Neer. Het is een van de twee buurtschappen binnen de gemeente Leudal met deze naam; de andere ligt bij Ell (Schans).
Schans ligt vlak ten noorden van Roggel en bestaat uit één weg die vanuit Roggel richting Hoogschans loopt. De naam van de buurtschap is net als Hoogschans afgeleid van de Roggelse Schans, een voormalige schans die in de 17e of 18e eeuw door de inwoners van Roggel is aangelegd tegen plunderende troepen en bendes. De wegen Schans en Heldensedijk (onderdeel van de provinciale weg N562) zijn midden over deze schans aangelegd. Qua adressering valt de buurtschap volledig onder de woonplaats Roggel. Van oorsprong is het vooral een agrarische gemeenschap, gescheiden van Roggel door het landbouwgebied het Reppelveld. In 2007 is men in dit gebied begonnen met de bouw van een nieuwe woonbuurt waardoor Schans als het ware is vastgegroeid aan Roggel.
Dorpen: Baexem · Buggenum · Ell · Grathem · Haelen · Haler · Heibloem · Heythuysen · Horn · Hunsel · Ittervoort · Kelpen-Oler · Neer · Neeritter · Nunhem · Roggel

Buurtschappen: Aan de Bergen · Aan het Broek · Achter het Klooster · Asbroek · Beekkant · Berik · Blenkert · Brumholt · Caluna · Castert · De Horck · Dries · Eiland · Eind · Ellerhei · Gendijk · Geneijgen · Gerhegge · Haelense Broek · Hanssum · Heiakker · Heide (Heythuysen) · Heide (Roggel) · Heioord · Heugde · Hoek · Hollander · Hoogschans · Hoogstraat · De Horck · Kappert · Karreveld · Keizerbos · Kinkhoven · Laak · Maxet · Mortel · Nijken · Op de Bos · Ophoven · Overhaelen · Roligt · Santfort (deels) · Schaapsbrug · Schans (Ell) · Schans (Roggel) · Schillersheide · Smidstraat · Strubben · Uffelse · Venne · Vestjenshoek · Vlaas · Waije

Voormalige gemeenten: Haelen · Heythuysen · Hunsel · Roggel en Neer

Limburg: Steden en dorpen      Nederland: Provincies · Gemeenten